# Edifici Johnson Wax
L'edifici Johnson Wax, dissenyat per Frank Lloyd Wright, és un famós exemple d'arquitectura orgànica. Aquest edifici d'oficines, serveis i laboratoris està situat a la petita ciutat de Racine, Wisconsin, a la vora del llac Michigan, a 200 quilòmetres al nord de Chicago. Les oficines varen ser dissenyades i construides entre 1936 i 1939. L'edifici destaca per l'ús innovador del formigó i el vidre, així com per les seves columnes. És una fita arquitectònica reconeguda pel seu disseny únic i funcional que s'ha definit com un dels espais més ressonants de l'arquitectura del segle xx. La construcció d'aquest gran edifici cercava estimular la productivitat de les persones hi treballaven, a més de crear una imatge de modernitat per a l'empresa.

## Context històric

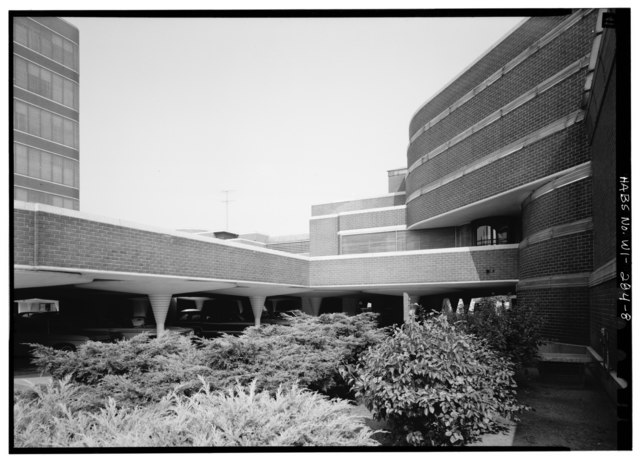
Exterior Johnson Wax

El treball administratiu va augmentar al segle xx, per això el menester de noves oficines es va multiplicar passada la Segona revolució industrial del 1870 al 1914; quan els avenços i invents tecnològics ajudaren a impulsar el creixement econòmic.
Aquest fet va provocar que l'arquitectura cerqués noves fórmules de dissenyar espais més adequats al desenvolupament dels treballs que s'anaven a realitzar en ells.
Es va començar per la separació dels espais, emmarcant així cada especialització laboral, generant una jerarquia; tot seguit va sorgir un nou concepte que consistia en generar un espai més acollidor i amable per al treballador.
El concepte que es va utilitzar posteriorment i que més va funcionar va ser l'open plan, que eren espais grans i oberts, on prescindien de les divisions, portes i habitacions petites. Tenien en compte la relació entre treballadors i generaven també zones d'oci i desconnexió. Aquest concepte donava espais més diàfans i basats en la utilització de repetició d'unitats cel·lulars.

Frank Lloyd Wright va fer servir aquest concepte a l'edifici Larkin el 1905 i que amb l'edifici que comentarem a continuació va dur a la màxima expressió.

## L'exterior

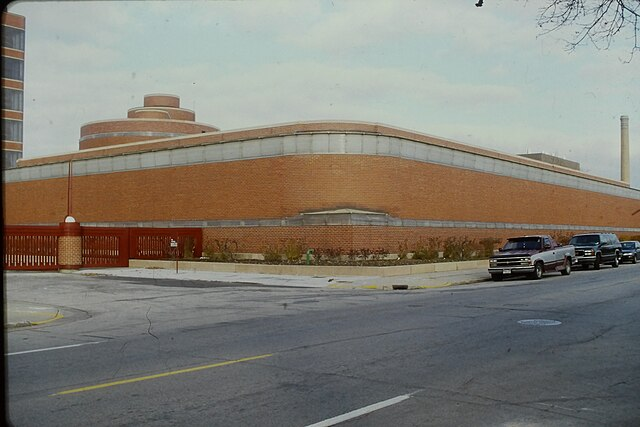
Façana exterior Oficines Johnson Wax

La façana exterior de les oficines Johnson Wax destaca per les proporcions equilibrades i línies geomètriques netes. L'ús de formes rectangulars i quadrades crea una composició harmònica i visualment atractiva. La simetria és un element clau en el disseny, amb una distribució regular de finestres i altres elements arquitectònics que contribueixen a l'aspecte ordenat i estructurat de l'edifici.

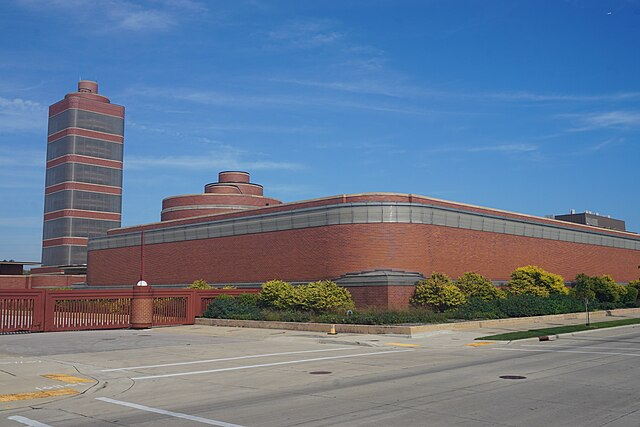
Façana exterior oficines

Frank Lloyd Wright fa servir materials naturals com el maó vermell i el vidre en la façana, combinant tradició i modernitat. Els maons són de color terracota, que proporciona una aparença càlida i natural, que harmonitza amb l'entorn i dona una sensació de solidesa i permanència, mentre que el vidre deixa entrar llum natural a l'interior i estableix una connexió visual entre l'interior i l'exterior. Aquesta combinació de materials crea un contrast interessant i dinàmic entre opacitat i transparència. Això reflecteix la filosofia de Wright de difuminar les barreres entre l'interior i l'exterior, que promou una sensació d'espai obert i integrat.
La façana està dissenyada per harmonitzar amb el seu entorn natural. L'ús de maó de color terracota i la vegetació propera contribueixen a aquesta integració. Wright va buscar crear edificis que es fusionessin amb el paisatge, i aquesta façana n'és un exemple perfecte. Els materials i la disposició dels elements arquitectònics reflecteixen aquesta intenció, fent que l'edifici sembli una extensió natural del seu entorn. A l'arquitecte l'inspiraven formes naturals, com els arbres, les flors o les arrels que envairien sales de reunió, pàrquings, oficines i omplirien a tot l'edifici.

## L'interior
D’aquest edifici destaquem la gran nau hipòstila destinada a albergar els serveis administratius, té una alçada de més de sis metres, i en ella és possible albergar més de dos-cents persones en un espai comú de treball, en situació d'igualtat, amb una disposició que elimina les jerarquies. Tothom pot circular lliurement per aquest, transitant per qualsevol departament. Aquest atri enorme està il·luminat zenitalment (laca i construït sobre la base d'unes originals columnes de formigó armat, que rememoren la forma de fongs o nenúfars que havien aparegut per primer cop al projecte del Capital Journal.

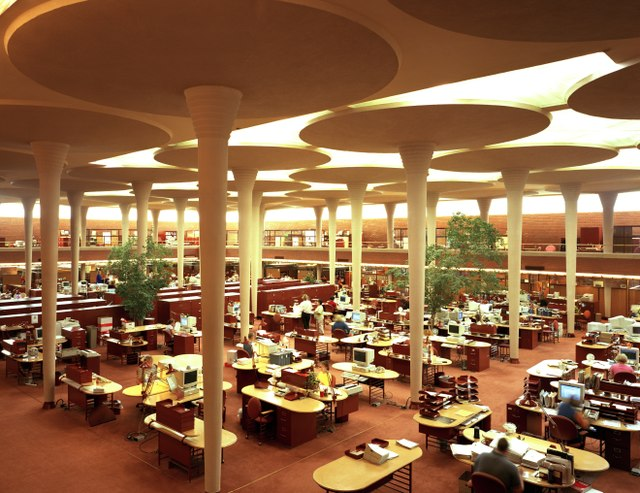
Sala de treball Johnson Wax

El soroll exterior no arriba fins als treballadors gràcies al suro dels sostres i a la sorra projectada sobre les columnes de formigó per absorbir el soroll. Wright va prometre fer una construcció on cadascun es pogués sentir com a un bosc de pins respirant aire pur inundat de llum en un edifici hermèticament tancat. Qui hi treballa pot veure als seus similars treballant però no pot mirar per la finestra perquè no hi ha, el paisatge és la sala, i la llum entra pel sostre.
Compositivament, es crea una retícula de columnes 10×6 columnes. Les dimensions de la planta es basen també en la reixeta de pilars de vint peus i en divisions de 4 o 5 peus, 1,5 metres. Envoltant tot aquest entramat de “mushrooms columns” es crea una planta intermèdia d'oficines.

### Trencament de la caixa i les cantonades i indecència de la llum
La idea central és la destrucció de la caixa, idea que tenim de tenir molt en compte per a comprendre determinats detalls de la composició formal.
Per trencar la caixa, en comptes d'arribar amb les columnes a la vora com als edificis tradicionals, es crea un voladís d'un metre aproximadament. Wright converteix així els murs de maó en mer tancament, en una cosa independent, sense una funció estructural principal com la de les columnes. Permet així trencar les cantonades creant entrants de llum cap a l'interior de l'edifici des de punts on hi hauria hagut la cantonada tradicional, guanyant un gran efecte de llibertat cap a aquest principi d'espai pel qual Wright ha lluitat. Però no només trenca la caixa a les cantonades sinó també al pla de sostre, a la part central de la gran sala entre les circumferències de les columnes en forma de nenúfar, cosa que serà un dels punts característics del projecte que fa entrar llum zenital.

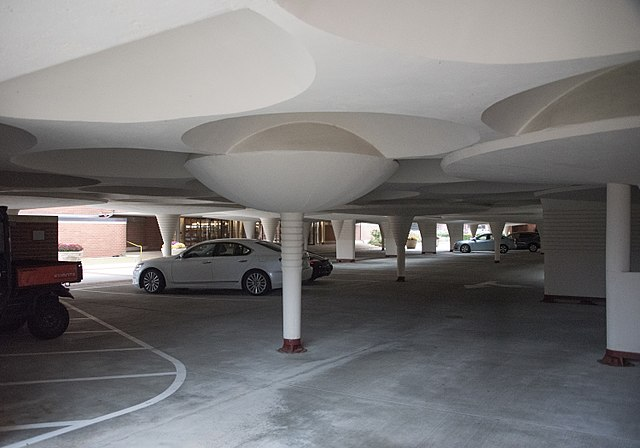
Parking

Wright a través d'aquests detalls clarament cercava el dinamisme als espais. Ho feia sobretot un gran esforç per controlar tant la llum tant artificial com natural i així reïxia que l'espai flueixi. Va posar la llum artificial als punts on també entra la llum natural, això ho va fer amb la intenció que la llum fos el més semblant tant de dia com de nit.
La inclusió del pàrquing a l'edifici és un altre punt a destacar, ja que formalitza la inclusió del cotxe. De fet, la única entrada amb la qual contava l'edifici era el pàrquing, els vianants també entraven per aquest i era el primer que veia tothom a l'entrar. Fet que n'evidencia a la importància dins del conjunt. Per Wright el cotxe era una cosa important a la societat de l'època. Aquest seguia l'estètica de la resta de l'edifici, tot i que en aquest cas va dissenyar els sostres baixos i amb les mateixes columnes que a l'interior però més baix i d'aspecte robust.

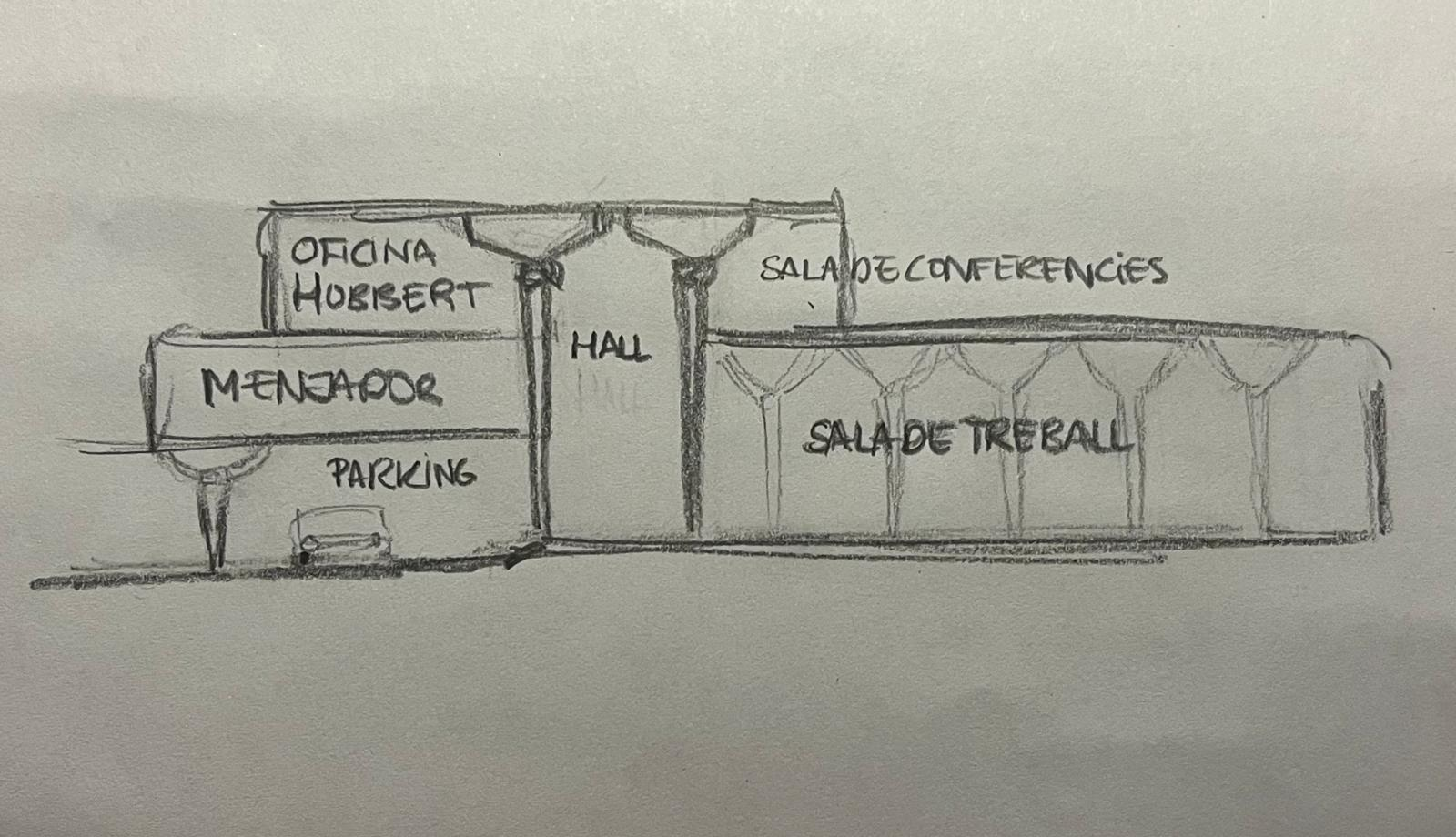
Distribució de l'edifici

## Parts generals de l'edifici
Pel que fa a la distribució podem distingir o organitzar esquemàticament l'edifici en dues zones comunicades per un hall de triple alçada que separa la part del pàrquing cobert, el menjador a la part superior i per acabar, l'oficina de Hobbert de l'altre extrem on trobem la sala de treball de doble alçada i a la part superior la sala de conferències o el despatx del cap d'empresa.

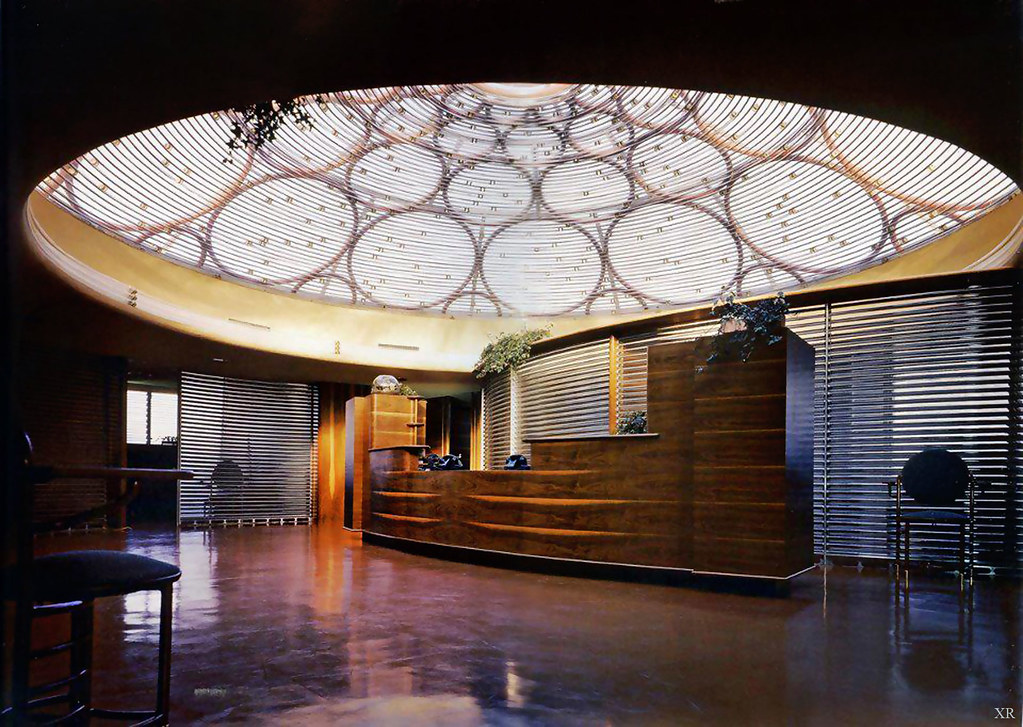
Tercera planta-incidencia de la llum

Aquesta tercera planta segueix també les característiques de la resta de la construcció. La incidència de la llum en aquesta planta és un punt fonamental. Wright va buscar d'il·luminar aquest espai també de manera genital igual que a la resta de l'edifici i ho va aconseguir.

## Elements més característics de l'edifici

### Les columnes
Alguns elements d’aquest edifici tenen riquesa en quant a concepte i avanç constructiu, com són les columnes “dendriform”, amb forma d'arbre. Aquestes columnes s'allunyaven de les característiques de les més tradicionals que s'havien construït al llarg de tota la història.

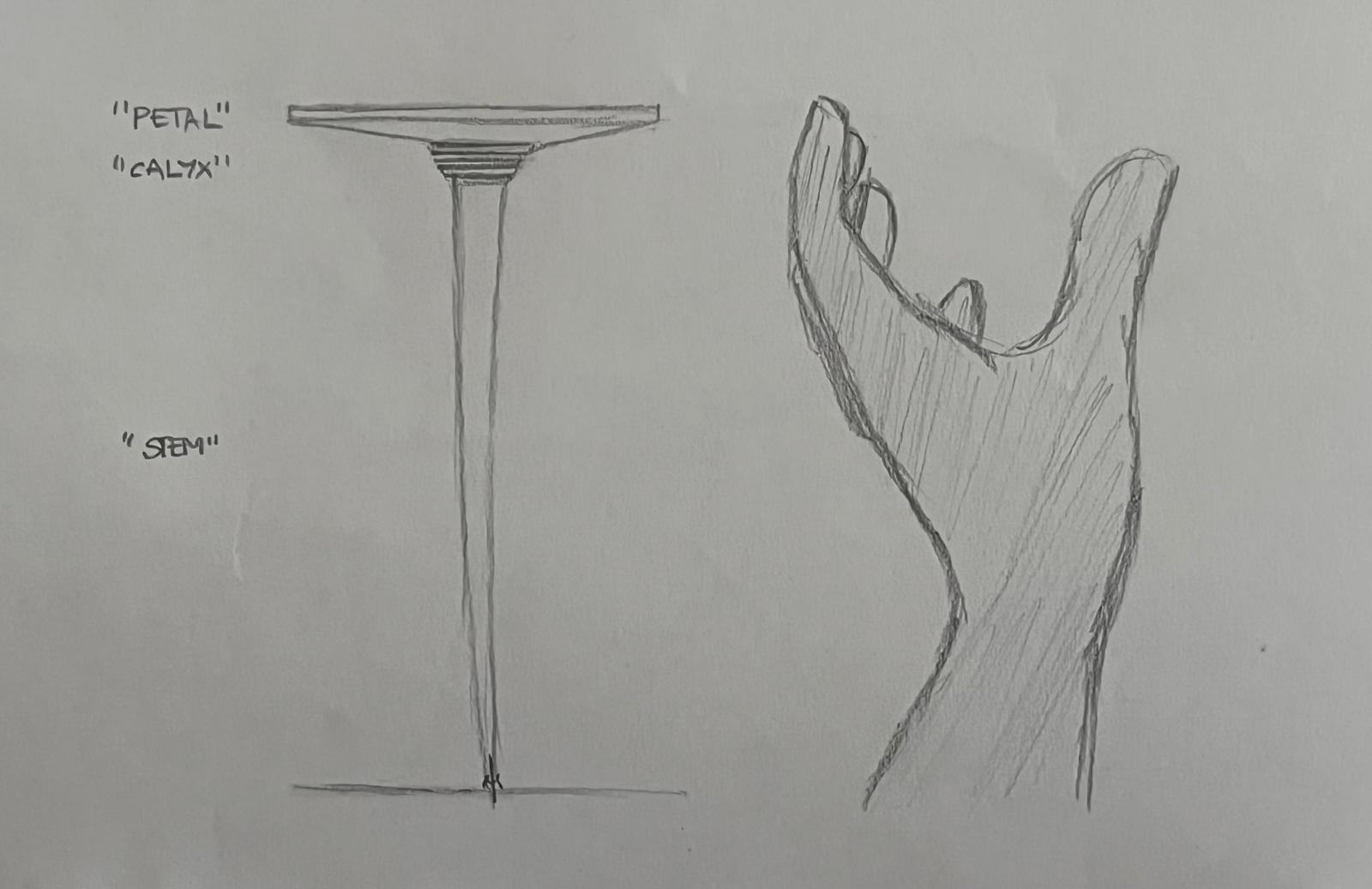
Columnes parts i comparativa

En un principi no deixaven que aquestes fossin construïdes d'aquesta manera, ja que el disseny de la part inferior o zona de la base d'aquestes era molt estret i pensaven que caurien a terra. Wright intentava defensar-les i tractava d'explicar el perquè aquestes eren millor i el motiu pel qual aquestes serien capaces d'aguantar més pes. Les comparava amb les mans dels cambrers quan sostenen una safata amb la mà oberta.
Finalment, va convèncer a l'administració que va acceptar aquesta nova forma de columna si abans superava una prova de càrrega on hauria d'aguantar 12 tones. La columna va passar la prova i va aconseguir suportar fins a 60 tones.
La columna dendriform es divideix en 3 parts que la conformen:
1. "Stem" tija. Situat sobre la base, a la part més baixa comença mesurant uns 23 cm d'ample i s'acaba eixamplant uns 6,3 cm més a la part més alta. Aquesta la reforça amb una malla d'acer.
2. "Calyx" càlid, aquesta seria la part que continua i té una amplada superior a l'anterior i també compta amb una malla d'acer.
3. "Petal", sobre l'anterior trobem la plataforma d'aproximadament 32 cm de gruix buits al seu interior amb dues anelles de formigó dins que s'encarreguen de donar la resistència a l'estructura i evitant que es trenqui.

Com l'edifici tenia diferents alçades i necessitats apareixen tres tipus de columnes, les que subjecten tota la part de l'aparcament ensorrat, més baixes, les situades a la part del hall a triple alçada, que són les més altes de 9 metres, i el tercer tipus de columnes són les situades a la gran sala de treball, que són més petites que les anteriors, mesurant 6,4 metres, amb un buit interior més gran.
Aquestes s'aixecaven sota petits sòcals de coure enquestats a terra, aquesta base mesurava tan sols uns 18 cm. Aquestes també feien possible certa elasticitat si l'edifici hagués de suportar moviments sísmics. Aquest edifici està preparat per suportar terratrèmols.

### Els tubs de pyrex
Per tot l'edifici es troben tubs de pyrex provinents de la indústria química, va ser la primera vegada que algú va fer servir aquests en l'àmbit arquitectònic i de la construcció.
Wright va encarregar la fabricació de km d'aquests per col·locar-los com a entrades de llum per tot l'edifici de manera horitzontal i sustentats per estructures d'alumini. Els col·locava de diferents maneres per així jugar amb l'efecte de la llum, seguint sempre les línies corbes de l'edifici.
En comptes de finestres feia servir aquest per així aconseguir intimitat oferint llum però no transparència.
Tot i ser una idea molt innovadora i que en un principi sembles funcionària, per raons d'aïllament i fragilitat al cap dels anys van haver de substituir aquests per plexiglàs.

### Mobiliari

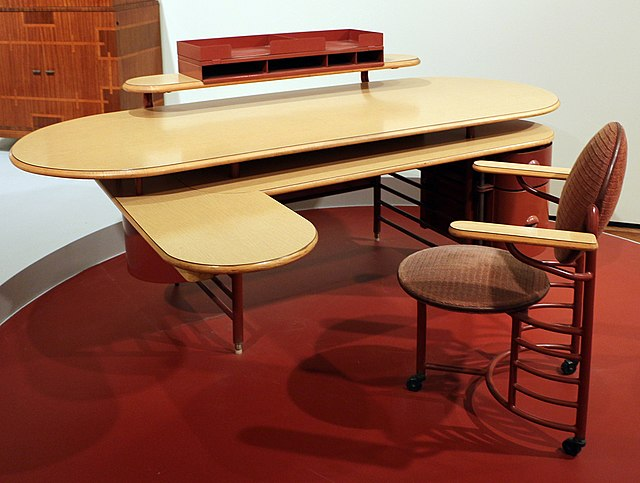
Mobiliari

L'arquitecte considerava que el mobiliari i la decoració formava part de l'edifici i les seves formes. Per aquest motiu va ser ell mateix qui va dissenyar tots ells.
En concret va dissenyar 48 peces, entre elles, taules, cadires, llums. Per aquest escull una combinació harmoniosa de colors que són tots variables de famós "cheroqui red" color present també per la resta de l'estructura de l'edifici (com amb l'ús de maons).

### Materials
Es va construir amb formigó armat i el totxo com a materials sòlids per les columnes i la resta de l'estructura, però també va fer servir un nou material insòlit: el vidre Pyrex en forma de tubs paral·lels que els va col·locar juxtaposats, amb la intenció de deixar passar la llum però a la vegada impedir les vistes.

## Eficàcia del treball i resultats de la construcció
Com més aviat hem dit, la construcció d'aquest gran edifici buscava estimular a treballar a més de crear una imatge de modernitat per a l'empresa.
Rere la seva utilització es va afirmar que els treballadors sentien plaer en treballar en aquest espai i això va fer que augmentes l'eficàcia en aproximadament un 25%.

## Torre Centre d'investigació

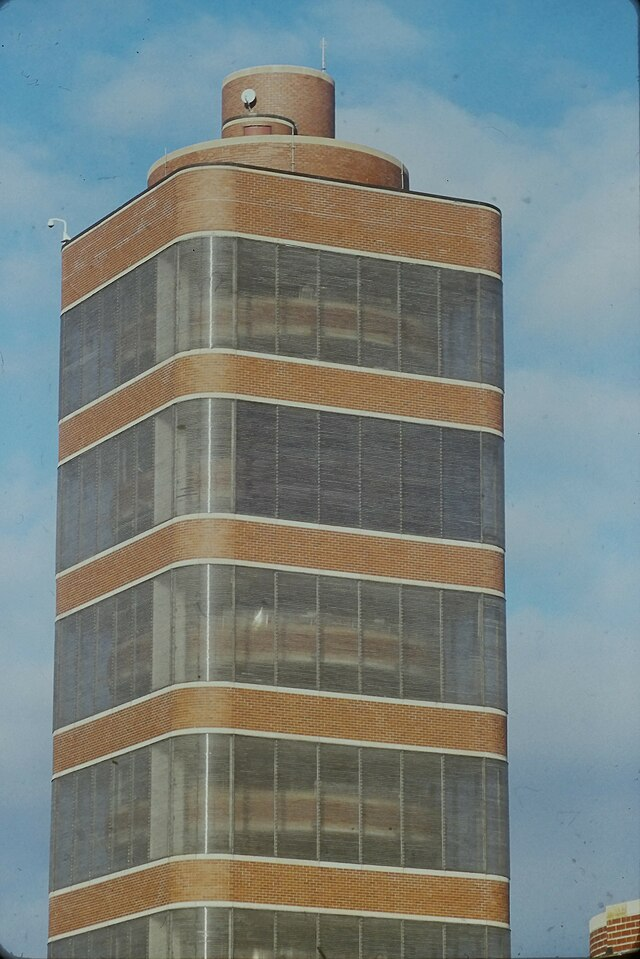
Torre centre d'investigació

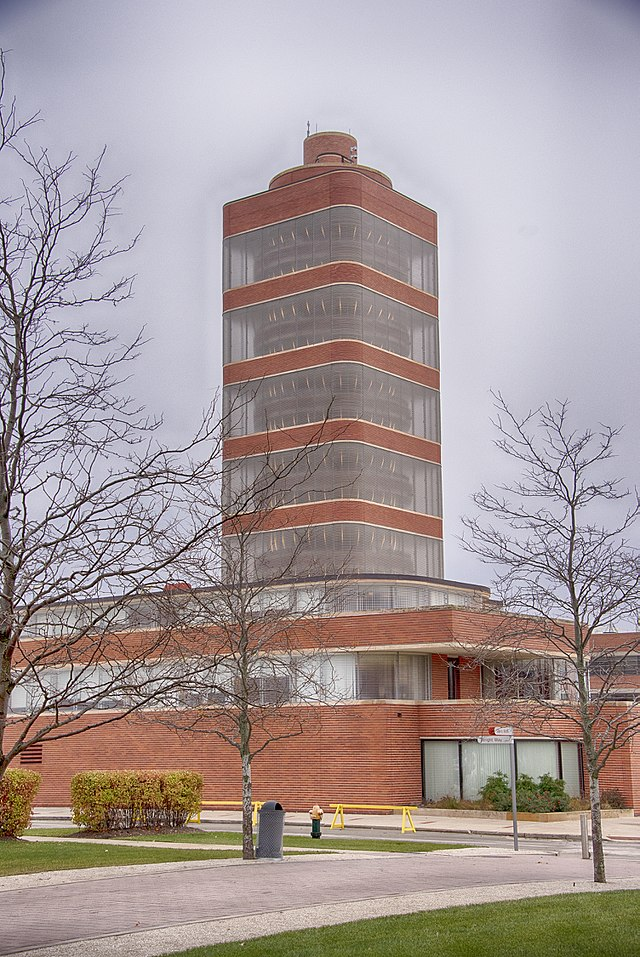
Torre centre d'investigació

Deu anys després de la construcció de l'edifici principal, a causa de goteres a la gran sala, es van haver de fer revisions d'impermeabilització i Johnson ha d'expandir-se de nou construint un gran laboratori d'investigació.
Així doncs, anys després Johnson contacta de nou amb l'arquitecte i debaten sobre la construcció del laboratori, arribant a la conclusió d'una gran torre central, a l'estil japonès; una torre elegant que se situaria al mig del pati interior de l'edifici principal i que estaria construïda amb els mateixos materials que el del propi edifici per no perdre aquesta continuïtat i que així la gent que no coneix la seva història no pogués diferenciar un edifici de l'altre, per aquest motiu també va ser que van prendre la decisió de no posar-li una entrada principal ni monumental sinó senzillament una petita porta a un lateral que connecta amb un local tècnic, deixant l'entrada principal a l'altre edifici i que aquest simplement fos una ampliació d'aquest al seu interior.
Els locals han d'estar units entre si perquè no sigui necessari sortir d'un edifici que no té intencions d'ampliar-se. Se circula per túnels, passadissos i passarel·les.

### Construcció i materials
Aquesta torre té 15 m de profunditat, una columna que s'elevarà 50 m d'alçada; és un nucli de formigó en el qual es reposarà tot l'equilibri de la construcció. Tots els pisos estan en voladís, uns arriben fins a la paret i altres a mig nivell; són entresols circulars aferrats al buit.
La torre que s'eleva per damunt d'un nou aparcament, està implantada sobre l'edifici de l'administració integrada en el conjunt.
Els murs exteriors, en canvi, només aguanten el seu propi pes, construint una façana d'angle rodó feta amb el mateix material que la resta de l'edifici, maons i pyrex, arribant a 28 km de tub.
La columna central és un tub per on circula l'aire, energia, fluids, escales i inclús un ascensor. A pesar que el 1980 no respongués a les normatives de seguretat, inclús buit l'edifici corona la fama de la Johnson Wax i es converteix en la imatge de la marca.

## Frank Lloyd Wright

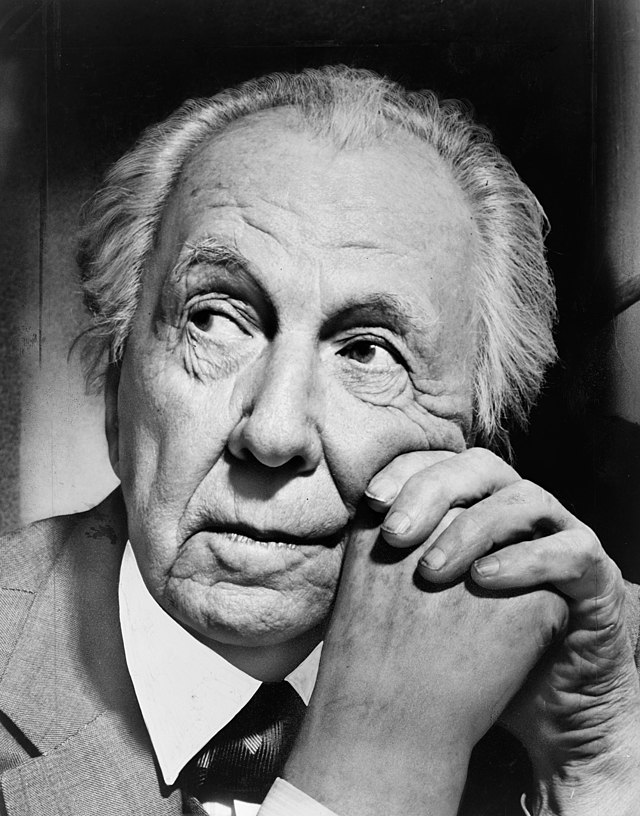
Frank Lloyd Wright

Frank Lloyd Wright va ser un dels arquitectes més importants del segle xx, i de tota la història, un arquitecte clau dins l'arquitectura nord-americana. Va ser proclamat com a inventor de l'arquitectura orgànica. Wright mai no va obtenir el títol d'arquitecte, però confiava molt en si mateix i tenia una gran genialitat intuïtiva.
Aquest edifici és una de les seves últimes obres. En va acabar la torre quan ja tenia setanta anys.